# Sumuhu'ali Yanuf I.
Sumuhu'ali Yanuf I. (sabäisch s1mhʿly Ynf S1umuʿalī Yanūf), Sohn des Yada'il Dharih, war ein Herrscher (Mukarrib) des altsüdarabischen Reiches Saba. Hermann von Wissmann setzte seine Regierungszeit um 660 v. Chr., Kenneth A. Kitchen dagegen um 470–455 v. Chr. an.
Sumuhu'ali Yanuf I. wird in drei Inschriften genannt. In einer von ihnen, die von einem Felsen 8 km südlich Marib stammt, ist nur der Name des Herrschers und die Anrufung der sabäischen Göttertrias erhalten. Eine weitere Inschrift stammt von einem Gebäude in Naschq und nennt Sumuhu'ali Yanuf I. als Bauherrn. Die längste Inschrift, die ihn erwähnt ist aber eine mit Steinbockreliefs verzierte Prunkstele vom Heiligtum am Dschabal al-Laudh am Nordostende des Dschauf. Sumuhu'ali Yanufs Nachfolger lässt sich nicht mit Sicherheit bestimmen.